# Discografia dei Def Leppard
La seguente è la discografia dei Def Leppard, gruppo musicale britannico.
Il gruppo si è formato a Sheffield nel 1977 dall'incontro tra il cantante Joe Elliott, il bassista Rick Savage, il chitarrista Pete Willis e il batterista Tony Kenning. La band ha fatto ufficialmente il proprio esordio con il The Def Leppard E.P. nel 1979. Poco dopo ha firmato un contratto con la Mercury Records e ha pubblicato il primo album On Through the Night. Il successivo lavoro è stato High 'n' Dry, il quale ha inaugurato una lunga collaborazione del gruppo con il produttore Robert John "Mutt" Lange. Il terzo album Pyromania è stato quello della svolta e ha venduto più di 10 milioni di copie nei soli Stati Uniti.
Dopo alcuni anni di silenzio in cui si verificarono vari incidenti, tra cui la perdita del braccio sinistro del batterista Rick Allen, la band ha fatto ritorno con Hysteria che ha raggiunto il primo posto in classifica sia negli Stati Uniti che nel Regno Unito ed è diventato il loro album di maggior successo commerciale, con oltre 20 milioni di copie vendute nel mondo. Dopo un'ulteriore lunga pausa, dovuta alla morte prematura del chitarrista Steve Clark per alcolismo, la band ha pubblicato Adrenalize nel 1992, debuttando direttamente al primo posto nel Regno Unito e negli Stati Uniti, con oltre 7 milioni di copie vendute nel mondo.
Nel 1996 è uscito il sesto album Slang, il quale si distaccava notevolmente dal sound abituale dei Def Leppard, motivo per cui ha ottenuto meno successo rispetto ai lavori precedenti. La band è ritornata alle proprie sonorità classiche con il successivo Euphoria nel 1999.
All'inizio del nuovo millennio, il gruppo ha pubblicato X. Quattro anni dopo ha invece inciso un album di cover intitolato Yeah!, che includeva rivisitazioni di band come Thin Lizzy e The Kinks. Nel 2008 è uscito Songs from the Sparkle Lounge, accompagnato dal singolo Nine Lives registrato in collaborazione con il cantante country statunitense Tim McGraw. La band ha pubblicato il suo primo album dal vivo Mirrorball: Live & More nel 2011, seguito due anni dopo da Viva! Hysteria in cui viene eseguito nella sua interezza il celebre album Hysteria. Il gruppo ha fatto ritorno nel 2015 con un album eponimo.

## Album

### Album in studio
| Anno                                                                                               | Titolo | Classifiche | Classifiche | Classifiche | Classifiche | Classifiche | Classifiche | Classifiche | Classifiche | Classifiche | Classifiche | Classifiche | Classifiche | Classifiche | Classifiche | Certificazioni |
| Anno                                                                                               | Titolo | UK          | AUS         | AUT         | CAN         | FIN         | FRA         | GER         | ITA         | NLD         | NOR         | NZ          | SWE         | SWI         | US          | Certificazioni |
| -------------------------------------------------------------------------------------------------- | --- | ----------- | ----------- | ----------- | ----------- | ----------- | ----------- | ----------- | ----------- | ----------- | ----------- | ----------- | ----------- | ----------- | ----------- | --- |
| 1980                                                                                               | On Through the Night - Pubblicazione: 14 marzo 1980 - Etichetta: Mercury (MR #234321) - Formati: LP, CD, MC            | 15          | 98          | —           | —           | —           | —           | —           | —           | —           | —           | —           | —           | —           | 51          | - CAN: Platino - US: Platino                                                                                                  |
| 1981                                                                                               | High 'n' Dry - Pubblicazione: 11 luglio 1981 - Etichetta: Mercury (MR #818836-2) - Formati: LP, CD, MC                 | 26          | —           | —           | —           | —           | —           | —           | —           | —           | —           | —           | 31          | —           | 38          | - CAN: Platino - US: 2× Platino                                                                                               |
| 1983                                                                                               | Pyromania - Pubblicazione: 20 gennaio 1983 - Etichetta: Mercury (MR #810308-2) - Formati: LP, CD, MC                   | 18          | 70          | —           | 4           | 30          | —           | —           | —           | —           | —           | 26          | 23          | —           | 2           | - CAN: 7× Platino - FRA: Oro - NZ: Platino - UK: Argento - US: 10× Platino                                                    |
| 1987                                                                                               | Hysteria - Pubblicazione: 3 agosto 1987 - Etichetta: Mercury (MR #830675-2) - Formati: CD, LP, MC                      | 1           | 1           | —           | 1           | 1           | 22          | 10          | —           | 14          | 1           | 1           | 2           | 2           | 1           | - AUS: 4× Platino - CAN: Diamante - NZ: 8× Platino - SWE: Oro - SWI: Platino - UK: 2× Platino - US: 12× Platino               |
| 1992                                                                                               | Adrenalize - Pubblicazione: 31 marzo 1992 - Etichetta: Mercury (MR #314-512185-2) - Formati: CD, LP, MC                | 1           | 1           | 11          | 1           | 1           | 18          | 8           | 6           | 27          | 2           | 1           | 5           | 1           | 1           | - AUS: Platino - CAN: 4× Platino - FIN: Oro - FRA: Oro - NZ: Platino - SWE: Platino - SWI: Platino - UK: Oro - US: 3× Platino |
| 1996                                                                                               | Slang - Pubblicazione: 14 maggio 1996 - Etichetta: Mercury (MR #532486) - Formati: CD, LP, MC                          | 5           | 11          | 38          | 12          | 13          | 24          | 34          | —           | 61          | 25          | 14          | 5           | 19          | 14          | - CAN: Platino - UK: Oro - US: Oro                                                                                            |
| 1999                                                                                               | Euphoria - Pubblicazione: 8 giugno 1999 - Etichetta: Mercury (MR #546212) - Formati: CD, MC                            | 11          | 54          | 48          | 32          | 16          | 63          | 14          | —           | —           | 30          | —           | 7           | 14          | 11          | - CAN: Oro - US: Oro |
| 2002                                                                                               | X - Pubblicazione: 30 luglio 2002 - Etichetta: Island (IR #063121) - Formati: CD, MC                                   | 14          | 49          | 35          | 12          | 33          | 75          | 19          | —           | —           | 19          | —           | 15          | 9           | 11          | |
| 2008                                                                                               | Songs from the Sparkle Lounge - Pubblicazione: 25 aprile 2008 - Etichetta: Mercury (MR #1766038) - Formati: CD         | 10          | 82          | —           | 7           | 27          | 118         | 43          | 58          | —           | 15          | 26          | 26          | 29          | 5           | |
| 2015                                                                                               | Def Leppard - Pubblicazione: 30 ottobre 2015 - Etichetta: earMUSIC (EMU #0210740) - Formati: CD, LP, download digitale | 11          | 4           | 18          | 11          | 32          | 49          | 10          | 36          | 79          | 15          | 17          | 11          | 2           | 10          | |
| "—" indica una pubblicazione che non si è classificata o che non è stata pubblicata in quel Paese. | |             |             |             |             |             |             |             |             |             |             |             |             |             |             | |

### Raccolte
| Anno                                                                                               | Titolo | Classifiche | Classifiche | Classifiche | Classifiche | Classifiche | Classifiche | Classifiche | Classifiche | Classifiche | Classifiche | Classifiche | Classifiche | Certificazioni                                                               |
| Anno                                                                                               | Titolo | UK          | AUS         | CAN         | FIN         | FRA         | GER         | NLD         | NOR         | NZ          | SWE         | SWI         | US          | Certificazioni                                                               |
| -------------------------------------------------------------------------------------------------- | --- | ----------- | ----------- | ----------- | ----------- | ----------- | ----------- | ----------- | ----------- | ----------- | ----------- | ----------- | ----------- | ---------------------------------------------------------------------------- |
| 1993                                                                                               | Retro Active - Pubblicazione: 5 ottobre 1993 - Etichetta: Mercury (MR #314-518305-2) - Formati: CD, LP, MC                                  | 6           | 33          | 7           | 6           | 6           | 36          | —           | —           | —           | 12          | 7           | 9           | - CAN: Platino - SWI: Oro - US: Platino                                      |
| 1995                                                                                               | Vault: Def Leppard Greatest Hits (1980-1995) - Pubblicazione: 31 ottobre 1995 - Etichetta: Mercury (MR #528 6562) - Formati: CD, LP, MC     | 3           | 9           | 7           | 7           | 24          | 31          | 88          | 7           | 2           | 10          | 7           | 15          | - CAN: 2× Platino - NOR: Oro - NZ: 2× Platino - UK: Platino - US: 4× Platino |
| 2004                                                                                               | Best of Def Leppard - Pubblicazione: 25 ottobre 2004 - Etichetta: Mercury (MR #865493-91) - Formati: CD                                     | 6           | —           | —           | —           | —           | —           | —           | 7           | —           | 19          | 76          | —           | - UK: Platino                                                                |
| 2005                                                                                               | Rock of Ages: The Definitive Collection - Pubblicazione: 17 maggio 2005 - Etichetta: Mercury (MR #000464702) - Formati: CD                  | —           | 81          | 3           | —           | —           | —           | —           | —           | 11          | —           | —           | 10          | - CAN: 2× Platino - NZ: Oro - US: Platino                                    |
| 2018                                                                                               | The Story So Far - The Best Of - Pubblicazione: 30 novembre 2018 - Etichetta: Mercury (MR #B07J2THXTY) - Formati: CD, LP, download digitale | 32          | 71          | 61          | —           | —           | —           | —           | —           | —           | —           | 54          | 101         | - UK: Oro                                                                    |
| "—" indica una pubblicazione che non si è classificata o che non è stata pubblicata in quel Paese. | |             |             |             |             |             |             |             |             |             |             |             |             |                                                                              |

### Album dal vivo
| Anno                                                                                               | Titolo | Classifiche | Classifiche | Classifiche | Classifiche | Classifiche | Classifiche | Classifiche | Certificazioni |
| Anno                                                                                               | Titolo | UK          | AUS         | CAN         | FRA         | GER         | SWI         | US          | Certificazioni |
| -------------------------------------------------------------------------------------------------- | --- | ----------- | ----------- | ----------- | ----------- | ----------- | ----------- | ----------- | -------------- |
| 2011                                                                                               | Mirrorball: Live & More - Pubblicazione: 7 giugno 2011 - Etichetta: Frontiers (FR #8024391052341) - Formati: CD, download digitale | 44          | 80          | 14          | —           | 46          | 51          | 16          | - US: Oro      |
| 2013                                                                                               | Viva! Hysteria - Pubblicazione: 22 ottobre 2013 - Etichetta: Frontiers (FR #8024391062043) - Formati: CD, download digitale        | 73          | —           | 28          | 149         | 28          | 83          | 24          |                |
| "—" indica una pubblicazione che non si è classificata o che non è stata pubblicata in quel Paese. | |             |             |             |             |             |             |             |                |

### Album di cover
| Anno | Titolo                                                                                        | Classifiche | Classifiche | Classifiche | Classifiche | Classifiche | Classifiche | Classifiche | Classifiche |
| Anno | Titolo                                                                                        | UK          | AUS         | CAN         | FRA         | GER         | SWE         | SWI         | US          |
| ---- | --------------------------------------------------------------------------------------------- | ----------- | ----------- | ----------- | ----------- | ----------- | ----------- | ----------- | ----------- |
| 2006 | Yeah! - Pubblicazione: 23 maggio 2006 - Etichetta: Mercury/Island (MR #9858285) - Formati: CD | 52          | 95          | 13          | 161         | 73          | 25          | 57          | 16          |

## Extended play
| Anno | Titolo |
| ---- | --- |
| 1979 | The Def Leppard E.P. - Pubblicazione: gennaio 1979 - Etichetta: Bludgeon-Riffola (R #SRTS/78/CUS/232) - Formati: Vinile |
| 1993 | Live: In the Clubs, in Your Face - Pubblicazione: 1993 - Etichetta: Bludgeon-Riffola - Formati: CD                      |

## Singoli

### 1979–1989
| Anno | Singolo                            | Classifiche | Classifiche | Classifiche | Classifiche | Classifiche | Classifiche | Classifiche | Classifiche | Classifiche | Classifiche | Classifiche | Album di provenienza |
| Anno | Singolo                            | UK          | AUS         | CAN         | GER         | IRL         | ITA         | NLD         | NZ          | SWI         | US          | US Rock     | Album di provenienza |
| ---- | ---------------------------------- | ----------- | ----------- | ----------- | ----------- | ----------- | ----------- | ----------- | ----------- | ----------- | ----------- | ----------- | -------------------- |
| 1979 | Wasted                             | 61          | —           | —           | —           | —           | —           | —           | —           | —           | —           | —           | On Through the Night |
| 1980 | Rock Brigade                       | —           | —           | —           | —           | —           | —           | —           | —           | —           | —           | —           | On Through the Night |
| 1980 | Hello America                      | 45          | —           | —           | —           | —           | —           | —           | —           | —           | —           | —           | On Through the Night |
| 1981 | Let It Go                          | —           | —           | —           | —           | —           | —           | —           | —           | —           | —           | 34          | High 'n' Dry         |
| 1981 | Bringin' On the Heartbreak         | —           | —           | —           | —           | —           | —           | —           | —           | —           | —           | —           | High 'n' Dry         |
| 1983 | Photograph                         | 66          | —           | 32          | —           | —           | —           | —           | —           | —           | 12          | 1           | Pyromania            |
| 1983 | Rock of Ages                       | 41          | 96          | 24          | —           | —           | —           | —           | —           | —           | 16          | 1           | Pyromania            |
| 1983 | Foolin'                            | —           | —           | 39          | —           | —           | —           | —           | —           | —           | 28          | 9           | Pyromania            |
| 1983 | Too Late for Love                  | 86          | —           | —           | —           | —           | —           | —           | —           | —           | —           | 9           | Pyromania            |
| 1983 | Comin' Under Fire                  | —           | —           | —           | —           | —           | —           | —           | —           | —           | —           | 24          | Pyromania            |
| 1983 | Billy's Got a Gun                  | —           | —           | —           | —           | —           | —           | —           | —           | —           | —           | 33          | Pyromania            |
| 1983 | Action! Not Words                  | —           | —           | —           | —           | —           | —           | —           | —           | —           | —           | 42          | Pyromania            |
| 1984 | Bringin' On the Heartbreak (Remix) | —           | —           | 61          | —           | —           | —           | —           | —           | —           | 61          | —           | High 'n' Dry         |
| 1987 | Women                              | —           | 100         | —           | —           | —           | —           | —           | —           | —           | 80          | 7           | Hysteria             |
| 1987 | Animal                             | 6           | 46          | 21          | —           | 3           | —           | 20          | 8           | 17          | 19          | 5           | Hysteria             |
| 1987 | Pour Some Sugar on Me              | 18          | 26          | 1           | 50          | 8           | —           | 94          | 16          | —           | 2           | 25          | Hysteria             |
| 1987 | Hysteria                           | 26          | 90          | 13          | —           | 19          | 26          | —           | —           | —           | 10          | 9           | Hysteria             |
| 1988 | Armageddon It                      | 20          | 34          | 9           | —           | 11          | —           | —           | 2           | —           | 3           | 3           | Hysteria             |
| 1988 | Love Bites                         | 11          | 21          | 6           | —           | 7           | —           | 23          | 2           | —           | 1           | 3           | Hysteria             |
| 1989 | Rocket                             | 15          | 15          | 3           | —           | 5           | —           | —           | 5           | —           | 12          | 5           | Hysteria             |

### 1992–2000
| Anno | Singolo                             | Classifiche | Classifiche | Classifiche | Classifiche | Classifiche | Classifiche | Classifiche | Classifiche | Classifiche | Classifiche | Classifiche | Classifiche | Classifiche | Classifiche | Classifiche | Album di provenienza             |
| Anno | Singolo                             | UK          | AUS         | AUT         | CAN         | FRA         | GER         | IRL         | ITA         | NLD         | NOR         | NZ          | SWE         | SWI         | US          | US Rock     | Album di provenienza             |
| ---- | ----------------------------------- | ----------- | ----------- | ----------- | ----------- | ----------- | ----------- | ----------- | ----------- | ----------- | ----------- | ----------- | ----------- | ----------- | ----------- | ----------- | -------------------------------- |
| 1992 | Let's Get Rocked                    | 2           | 6           | 19          | 3           | 23          | 22          | 4           | 9           | 19          | 2           | 7           | 18          | 3           | 15          | 1           | Adrenalize                       |
| 1992 | Make Love Like a Man                | 12          | 22          | —           | 23          | 33          | 95          | 10          | —           | —           | —           | 26          | —           | 40          | 36          | 3           | Adrenalize                       |
| 1992 | Have You Ever Needed Someone So Bad | 16          | 44          | —           | 7           | —           | —           | 24          | —           | 44          | —           | 49          | —           | —           | 12          | 7           | Adrenalize                       |
| 1992 | Stand Up (Kick Love into Motion)    | —           | —           | —           | 11          | —           | —           | —           | —           | —           | —           | —           | —           | —           | 34          | 1           | Adrenalize                       |
| 1993 | Heaven Is                           | 13          | —           | —           | —           | —           | —           | 24          | —           | —           | —           | —           | —           | —           | —           | —           | Adrenalize                       |
| 1993 | Tonight                             | 34          | —           | —           | 62          | —           | —           | —           | —           | —           | —           | —           | —           | —           | 62          | 13          | Adrenalize                       |
| 1993 | Two Steps Behind                    | 32          | 33          | 29          | 7           | –           | 66          | 26          | —           | 43          | —           | 34          | 21          | —           | 12          | 5           | Retro Active                     |
| 1993 | Desert Song                         | —           | —           | —           | —           | —           | —           | —           | —           | —           | —           | —           | —           | —           | —           | 12          | Retro Active                     |
| 1993 | Miss You in a Heartbeat             | —           | —           | —           | 19          | —           | —           | —           | —           | —           | —           | —           | —           | —           | 39          | —           | Retro Active                     |
| 1994 | Action                              | —           | —           | —           | —           | —           | —           | 19          | —           | —           | —           | —           | —           | —           | —           | 14          | Retro Active                     |
| 1995 | When Love & Hate Collide            | 2           | 22          | —           | 12          | —           | 67          | 1           | —           | 41          | —           | 27          | —           | 36          | 58          | —           | Vault: Def Leppard Greatest Hits |
| 1996 | Slang                               | 17          | —           | —           | —           | —           | —           | —           | —           | —           | —           | —           | 57          | —           | —           | —           | Slang                            |
| 1996 | Work It Out                         | 22          | 43          | —           | 9           | —           | —           | —           | —           | —           | —           | —           | —           | —           | —           | 6           | Slang                            |
| 1996 | All I Want Is Everything            | 38          | —           | —           | —           | —           | —           | —           | —           | —           | —           | —           | —           | —           | —           | —           | Slang                            |
| 1996 | Breathe a Sigh                      | 43          | —           | —           | —           | —           | —           | —           | —           | —           | —           | —           | —           | —           | —           | —           | Slang                            |
| 1999 | Promises                            | 41          | —           | —           | 18          | —           | —           | —           | —           | —           | —           | —           | —           | —           | —           | 1           | Euphoria                         |
| 1999 | Paper Sun                           | —           | —           | —           | —           | —           | —           | —           | —           | —           | —           | —           | —           | —           | —           | 11          | Euphoria                         |
| 1999 | Goodbye                             | 54          | —           | —           | —           | —           | —           | —           | —           | —           | —           | —           | —           | —           | —           | —           | Euphoria                         |
| 2000 | Day After Day                       | —           | —           | —           | —           | —           | —           | —           | —           | —           | —           | —           | —           | —           | —           | 22          | Euphoria                         |

### 2002–2016
| Anno | Singolo                     | Classifiche | Classifiche | Classifiche | Classifiche | Classifiche | Classifiche | Classifiche | Album di provenienza                    |
| Anno | Singolo                     | UK          | CAN         | GER         | IRL         | SWE         | SWI         | US Rock     | Album di provenienza                    |
| ---- | --------------------------- | ----------- | ----------- | ----------- | ----------- | ----------- | ----------- | ----------- | --------------------------------------- |
| 2002 | Now                         | 23          | 29          | 72          | 37          | 27          | 84          | 26          | X                                       |
| 2002 | Four Letter Word            | —           | —           | —           | —           | —           | —           | 30          | X                                       |
| 2003 | Long, Long Way to Go        | 40          | —           | —           | —           | —           | —           | —           | X                                       |
| 2005 | No Matter What              | —           | —           | —           | —           | —           | —           | —           | Rock of Ages: The Definitive Collection |
| 2006 | Rock On                     | —           | —           | —           | —           | —           | —           | —           | Yeah!                                   |
| 2006 | 20th Century Boy            | —           | —           | —           | —           | —           | —           | —           | Yeah!                                   |
| 2008 | Nine Lives (ft. Tim McGraw) | —           | —           | —           | —           | —           | —           | —           | Songs from the Sparkle Lounge           |
| 2008 | C'mon C'mon                 | —           | —           | —           | —           | —           | —           | —           | Songs from the Sparkle Lounge           |
| 2011 | Undefeated                  | —           | —           | —           | —           | —           | —           | —           | Mirrorball: Live & More                 |
| 2011 | It's All About Believin'    | —           | —           | —           | —           | —           | —           | —           | Mirrorball: Live & More                 |
| 2013 | Love and Affection (live)   | —           | —           | —           | —           | —           | —           | —           | Viva! Hysteria                          |
| 2015 | Let's Go                    | —           | —           | —           | —           | —           | —           | —           | Def Leppard                             |
| 2015 | Dangerous                   | —           | —           | —           | —           | —           | —           | —           | Def Leppard                             |
| 2016 | Man Enough                  | —           | —           | —           | —           | —           | —           | —           | Def Leppard                             |
| 2016 | We Belong                   | —           | —           | —           | —           | —           | —           | —           | Def Leppard                             |
| 2018 | We All Need Christmas       | —           | —           | —           | —           | —           | —           | —           | The Story So Far - The Best Of          |

## Videografia

### Album video
| Anno | Titolo                                                                                                | Certificazioni                     |
| ---- | --- | ---------------------------------- |
| 1988 | Historia - Etichetta: Universal Music (UM #459772) - Formati: VHS                                     | - CAN: 3× Platino - US: 2× Platino |
| 1989 | Live: In the Round, in Your Face - Etichetta: Universal Music (UM #23543) - Formati: VHS              | - CAN: Platino - US: Platino       |
| 1993 | Visualize - Etichetta: Universal Music (UM #454-23322) - Formati: VHS                                 | - CAN: Oro - US: Oro               |
| 1995 | Video Archive - Etichetta: Universal Music (UM #453754) - Formati: VHS                                |                                    |
| 2001 | Historia/Live: In the Round, in Your Face - Etichetta: Universal Music (UM #4543224-46) - Format: DVD | - US: Oro                          |
| 2001 | Visualize/Video Archive - Etichetta: Universal Music (UM #45244) - Formati: DVD                       |                                    |
| 2003 | Classic Albums: Def Leppard - Hysteria - Etichetta: Eagle Eye Media - Formati: DVD                    |                                    |
| 2004 | Best of the Videos - Etichetta: Universal Music (UM #3494522) - Formati: DVD                          |                                    |
| 2005 | Rock of Ages: The DVD Collection - Etichetta: Island Records (IR #5653-564) - Formati: DVD            |                                    |
| 2009 | CMT Crossroads – Taylor Swift & Def Leppard - Etichetta: Big Machine Records - Formati: DVD           |                                    |
| 2013 | Viva! Hysteria - Etichetta: Frontiers Records - Formati: DVD, Blu-ray                                 |                                    |
| 2017 | And There Will Be a Next Time... - Etichetta: Eagle Rock Entertainment - Formati: DVD, Blu-ray        |                                    |

### Video musicali
| Anno | Titolo                                  | Regista                               | Nota   |
| ---- | --------------------------------------- | ------------------------------------- | ------ |
| 1980 | Hello America                           |                                       |        |
| 1981 | Bringin' On the Heartbreak (versione 1) | Doug Smith                            | [ 34 ] |
| 1981 | High 'n' Dry (Saturday Night)           | Doug Smith                            | [ 34 ] |
| 1981 | Let It Go                               | Doug Smith                            | [ 34 ] |
| 1983 | Photograph                              | David Mallet                          | [ 35 ] |
| 1983 | Rock of Ages                            | David Mallet                          | [ 35 ] |
| 1983 | Foolin'                                 | David Mallet                          | [ 35 ] |
| 1983 | Too Late for Love                       | Mike Mansfield                        | [ 36 ] |
| 1983 | Rock! Rock! (Till You Drop)             | Kinichi Nakae                         | [ 37 ] |
| 1984 | Bringin' On the Heartbreak (versione 2) | David Mallet                          | [ 35 ] |
| 1984 | Me and My Wine                          | David Mallet                          | [ 35 ] |
| 1987 | Women                                   | Jean Pellerin & Doug Freel            | [ 38 ] |
| 1987 | Animal                                  | Jean Pellerin & Doug Freel            | [ 38 ] |
| 1987 | Pour Some Sugar on Me (versione 1)      | Russell Mulcahy                       | [ 39 ] |
| 1987 | Hysteria                                | Jean Pellerin & Doug Freel            | [ 38 ] |
| 1988 | Pour Some Sugar on Me (versione 2)      | Wayne Isham                           | [ 40 ] |
| 1988 | Armageddon It                           | Wayne Isham                           | [ 40 ] |
| 1988 | Love Bites                              | Jean Pellerin & Doug Freel            | [ 38 ] |
| 1988 | Rocket                                  | Nigel Dick                            | [ 41 ] |
| 1992 | Let's Get Rocked                        | Steve Barron                          | [ 42 ] |
| 1992 | Make Love Like a Man                    | Wayne Isham                           | [ 40 ] |
| 1992 | Have You Ever Needed Someone So Bad     | Wayne Isham                           | [ 40 ] |
| 1992 | Stand Up (Kick Love into Motion)        | Matt Mahurin                          | [ 43 ] |
| 1993 | Heaven Is                               | Charlie Watson                        |        |
| 1993 | Tonight                                 | Josh Taft                             | [ 44 ] |
| 1993 | I Wanna Touch U                         | Phil Tuckett                          | [ 45 ] |
| 1993 | Two Steps Behind                        | Wayne Isham                           | [ 40 ] |
| 1993 | Miss You in a Heartbeat                 | Phil Tuckett                          | [ 46 ] |
| 1994 | Action                                  | Phil Tuckett                          |        |
| 1995 | When Love & Hate Collide                | Jean Pellerin & Doug Freel            | [ 38 ] |
| 1996 | Slang                                   | Nigel Dick                            | [ 41 ] |
| 1996 | Work It Out                             | Nigel Dick                            | [ 41 ] |
| 1996 | All I Want Is Everything                | Matt Mahurin                          | [ 43 ] |
| 1999 | Promises                                | Wayne Isham                           | [ 40 ] |
| 1999 | Goodbye                                 | Dave Meyers                           | [ 47 ] |
| 2002 | Now                                     | The Malloys                           | [ 48 ] |
| 2003 | Long, Long Way to Go                    | Clive Arrowsmith                      | [ 49 ] |
| 2005 | No Matter What                          | John Logsdon                          | [ 50 ] |
| 2006 | Rock On                                 |                                       |        |
| 2008 | Nine Lives                              | Sherman Halsey                        | [ 51 ] |
| 2008 | C'mon C'mon                             | Matthew Mulholland & Jonathan Beswick | [ 52 ] |
| 2015 | Let's Go                                | Frank Gryner                          |        |
| 2016 | Dangerous                               | Frank Gryner                          |        |
| 2016 | Man Enough                              | Frank Gryner                          |        |
| 2016 | We Belong                               | Frank Gryner                          |        |